# Hove (Lohmar)
Hove ist ein Stadtteil von Lohmar im Rhein-Sieg-Kreis in Nordrhein-Westfalen.

## Geographie
Hove liegt im Südosten von Lohmar. Umliegende Ortschaften und Weiler sind Winkel im Norden, Pohlhausen (zu Neunkirchen-Seelscheid) im Nordosten, Hagen, Birkhof und Birk im Süden, Inger, Bich und Fischburg im Westen sowie Breidtersteegsmühle im Nordwesten.
Der Bicher Bach fließt südlich an Hove vorbei.

## Geschichte
Bis zum 1. August 1969 gehörte der Ort zu der bis dahin eigenständigen Gemeinde Wahlscheid.

## Verkehr
- Hove ist angebunden an die B 56 und liegt nahe zur B 507 und der Kreisstraße 13.
- Hove gehört zum Tarifgebiet des Verkehrsverbund Rhein-Sieg (VRS).